# Casa al carrer de Barcelona, 28 bis (Caldes de Montbui)
Casa al carrer de Barcelona, 28 bis és una obra de Caldes de Montbui (Vallès Oriental) protegida com a bé cultural d'interès local.

## Descripció
Casa unifamiliar. Es tracta d'una construcció entre mitgeres, situada en una cantonada. Té una alçada de planta baixa i dos pisos. L'estructura de l'edifici és la tradicional de parets de càrrega, amb els forjats unidireccionals de biguetes, possiblement de fusta. La coberta és inclinada, formada per teules aràbigues, i amagada pel remat de l'edifici a manera de barana amb formes corbes d'inspiració modernista.
Hi ha un clar ordre en la disposició i en el tipus de forats. La façana es compon mitjançant un eix vertical que ordena les diferents obertures, essent completament simètrica respecte un eix central, amb una component clarament vertical. Hi ha una clara disminució dels forats segons l'alçada i l'alçat presenta unes franges horitzontals compositives formades per peces de ceràmica. L'acabat de la façana és un arrebossat.
Cal destacar l'original remat de l'edifici, format per una espècie de medallons molt utilitzats en l'època modernista, i que es pot observar a totes les obres d'aquesta època a Caldes. El treball de forja de les balconades, i els remats decoratius de ceràmica, formant una sèrie de franges compositives molt singulars i de gran bellesa plàstica.

## Història
Possiblement aquesta obra és de principis d'aquest segle, i podria ser atribuïda a Manuel Raspall, degut a la utilització a la façana d'alguns elements arquitectònics molt emprats en algunes de les seves obres i a la certesa de què aquest fou arquitecte municipal en aquella època.
L'edifici en qüestió se situa al bell mig del nucli antic de la vila, en el carrer de Barcelona, un dels més tradicionals, i amb més importància històrica, de la vila de Caldes. El carrer ha portat, almenys en part, els noms de carrer dels Jueus, carrer Major, carrer de l'Església, i potser també carrer del Mercat. La denominació actual del carrer està documentada a mitjans del segle xv, per ser pas obligatori cap a la Ciutat Comtal. La seva forma és deguda al call jueu, molt important a la vila, ja en el segle xiii. La imatge d'aquest carrer ha estat molt malmesa al llarg dels temps, trobant-se una arquitectura molt heterogènia, per una banda de cases molt velles i molt deteriorades, i per l'altra de cases bastant noves que trenquen totalment la imatge compositiva general de l'antic carrer.